# 迪亞布古
迪亞布古（英語：Diabugu）是西非國家甘比亞東部的村莊，位於上河區的桑杜縣。2016年所作的人口調查為9,000人。